# Ballstraße 17 (Quedlinburg)

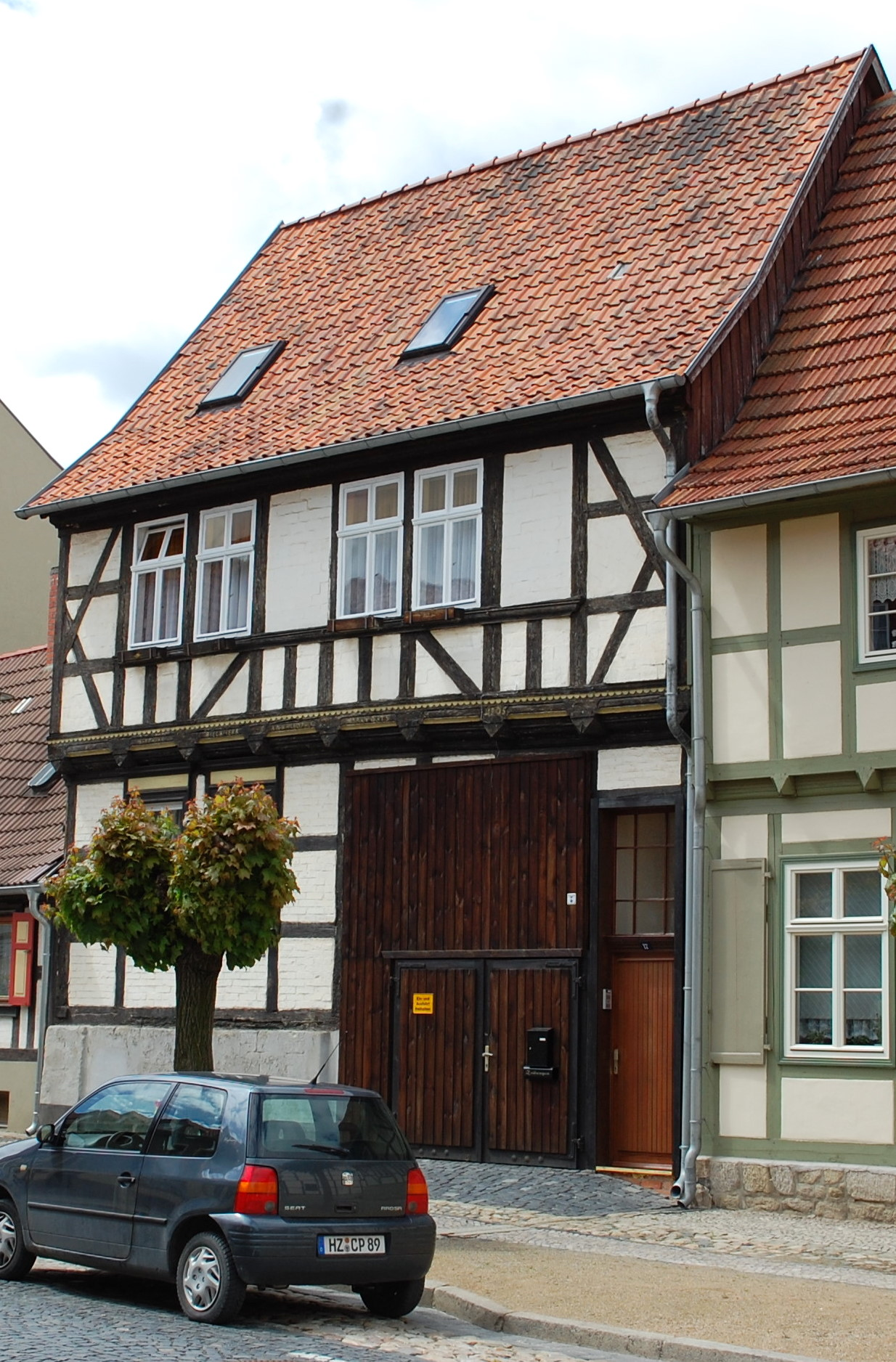
Ballstraße 17

Das Haus Ballstraße 17 ist ein denkmalgeschütztes Gebäude in der Stadt Quedlinburg in Sachsen-Anhalt.

## Lage
Es befindet sich im östlichen Teil der historischen Quedlinburger Neustadt und gehört zum UNESCO-Weltkulturerbe. Direkt nördlich grenzt das gleichfalls denkmalgeschützte Haus Ballstraße 18 an.

## Architektur und Geschichte
Das im Quedlinburger Denkmalverzeichnis als Ackerbürgerhaus bezeichnete zweigeschossige Fachwerkhaus entstand im Jahr 1705. Die Fachwerkfassade weist diverse der Gliederung und Zierde dienende Elemente auf, darunter die sogenannte Thüringer Leiterbrüstung, der Halbe Mann und Blättchenfries. Das Brüstungsholz ist profiliert. Die Stockschwelle trägt eine Inschrift. Im Erdgeschoss finden sich aus dem 19. Jahrhundert stammende Türen und Fenster.